# Сватантріка
Сватантріка — напрямок в буддійській філософській школі Мадг'яміки.
Засновник школи — Бгававівека.
Назва «мадг'яміка-сватантріка» походить від санскритського слова сватантра, що означає «з опорою на себе», «самоопорний», тобто «незалежний». Ця назва вказує на те, що послідовники цього напряму («помірної мадг'яміки») вважали, що стосовно до рівня відносної істини (санврітті сатья) можливі позитивні судження і позитивні філософські позиції. Тому дуже часто сватантріки, що стосується такого рівня, приєднувалися до позицій саутрантиків (саутрантика мадг'яміка-сватантрика) або йогачаринів (йогачара-мадг'яміка-сватантріка).
Найбільшими представниками цієї школи були
Бгававівека, або Бхав'я (рубіж V та VI століть), Шантаракшіта та Камалашіла (VIII). Останні два філософа внесли дуже значний внесок і в розробку школи йогачара. Крім того, обидва вони проповідували в
Тибеті, при чому Камалашіла зіграв важливу роль в історії раннього
тибетського буддизму.